# Куницына, Татьяна Александровна
Татьяна Александровна Куницына (5 июля 1921, Саратов — 28 апреля 2011) — советский хозяйственный, государственный и политический деятель. Член КПСС.
Участница Великой Отечественной войны. Общественный деятель.

## Биография
Родилась в 1921 году. 
С 1946 года — на хозяйственной, общественной и политической работе.
В 1946—1991 гг. — в клинической ординатуре при кафедре общей хирургии, ассистент, доцент, заведующая кафедрой факультетской хирургии и онкологии Саратовского государственного медицинского университета имени В. Г. Разумовского.
Автор более 200 научных работ, 4 учебно-методических руководств, 2 монографий, под её руководством защищены 3 докторские и 19 кандидатских диссертаций.
Избиралась депутатом Верховного Совета РСФСР 8-го созыва.
Почётный гражданин города Саратова.
Умерла в 2011 году.